# Carmela Grippa
Pour les articles homonymes, voir Grippa.
Carmela Grippa, née le 18 janvier 1973 à Lucera (Italie), est une femme politique italienne.

## Biographie
Carmela Grippa naît le 18 janvier 1973 à Lucera.
Elle est élue députée Mouvement 5 étoiles dans la circonscription des Abruzzes lors des élections générales de 2018.